# Beach (koninkrijk)

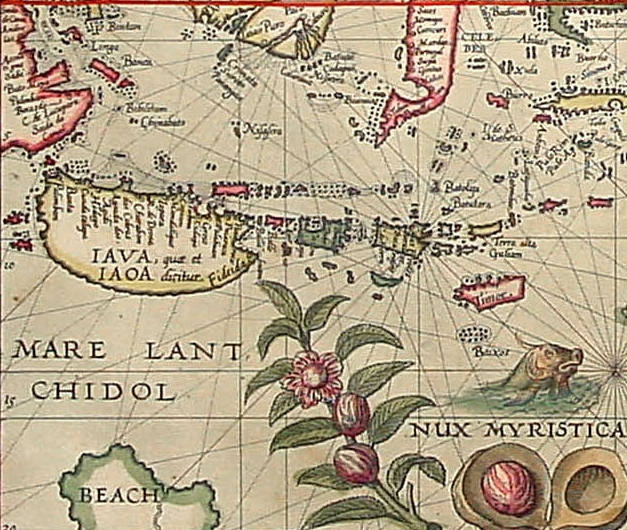
Detail van kaart uit 1592 van de Vlaming Petrus Plancius met een vermelding van Beach.

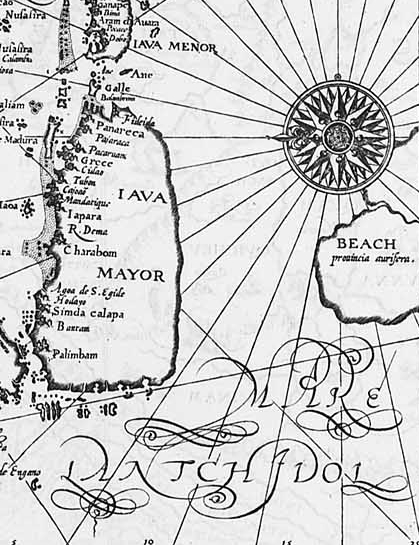
Detail van kaart Bartholomeo de Lasso uit de 'Itinerario' van Jan Huygen van Linschoten. Links Java.

Beach staat voor het Thaise koninkrijk Lavo, ook Lop Buri genoemd. Op kaarten uit de zestiende en zeventiende eeuw werd het foutief gesitueerd ten zuiden van de Indische Archipel, in wat nu Australië is. 
De naam Beach komt voor op plattegronden van onder andere Abraham Ortelius uit 1570 en in het boek 'Itinerario, voyage ofte schipvaert, naer Oost ofte Portugaels Indien inhoudende een corte beschryvinghe der selver landen ende zee-custen' van Jan Huygen van Linschoten uit 1596. Het wordt weergegeven als het zuidelijke continent Terra Australis.

## Beach en Terra Australis
Het woord Beach blijkt een verschrijving te zijn bij de uitgave in Bazel van een Latijnse editie van het boek over Marco Polo's reizen, Il Milione. In de Italiaanse versie wordt de naam Locach genoemd. Locach was een koninkrijk waar zoveel goud was “dat niemand die het niet zelf gezien had, het kon geloven". Beach is een verschrijving van Boëach, dat weer een foute overname is van Locach. Locach was de naam die Marco Polo gaf aan het zuidelijke Thaise koninkrijk Lavo, ofwel Lop Buri, de “stad van Lavo”, (ลพบร, naar Lavo, de zoon van Rama in de Hindoe mythologie). In het Cantonees werd Lavo uitgesproken als “Lo-huk” (羅斛), waarvan Marco Polo zijn weergave van Locach verkreeg. In het Duitse kurrentschrift, een gecursiveerde vorm van handschrijven, lijken de weergaves van “Locach” en “Beach” op elkaar en in de editie van 1532 werd Locach per ongeluk veranderd in Boëach en later ingekort tot Beach.
In Marco Polo's boek komt na een hoofdstuk over het koninkrijk Champa een hoofdstuk over Java, waar hij overigens niet is geweest. De reis gaat vervolgens verder. Hij beschrijft de route zuidwaarts vanaf Champa naar Sumatra, maar door een kopieerfout werd “Java” veranderd in “Champa” als de plek van vertrek naar Sumatra, waardoor Sumatra 2100 km ten zuiden van Java kwam te liggen. Locach, tussen Champa en Sumatra, werd op dezelfde manier misplaatst door aan te geven dat het ten zuiden van Java lag, door sommige geografen op of vlak bij Terra Australis. En zoals uitgelegd door Sir Henry Yule, de eindredacteur van een Engelse editie van Marco Polo’s boek: “Sommige geografen uit de zestiende eeuw, volgende de oude edities die de reizigers vanaf het zuidwesten van Java naar het land van “Boeach” (of Locac) bracht, introduceerden op hun kaarten een continent op die plek”.
Gerard Mercator deed hetzelfde met zijn wereldglobe uit 1541, door de Beach provincia aurifera (“Beach, de goud bevattende provincie”) in het uiterste noorden van Terra Australis te plaatsen, in navolging van de foute tekst in Marco Polo's boek. Het bleef op zijn wereldkaart deze locatie behouden tot 1569, met een citaat uit Il Milione: Beach provincia aurifera quam pauci ex alienis regionibus adeunt propter gentis inhumanitatem (“Beach, de goud bevattende provincie, waar weinigen van andere landen komen vanwege de onmenselijkheid van zijn bewoners”) met Lucach regnum gesitueerd, iets zuidwest op de kaart. In navolging van Mercator, gaf ook Abraham Ortelius op zijn wereldmap van 1571 de namen Beach en Lvcach op dezelfde locatie.

## Latere reizen
De Raad van Indië in Batavia, bestaande uit Antonie van Diemen, Cornelis van der Lijn, Joan Maetsuycker, Justus Schouten, Salomon Sweers, Cornelis Witsen en Pieter Boreel, gaf in augustus 1642 Abel Tasman en Franchoijs Visscher de opdracht "alle compleet onbekende provincies van Beach" te bezoeken.
In het 'Itinerario' van Van Linschoten uit 1596 is de naam Beach nog net te zien in het diepste zuiden, dat Visscher en Tasman op hun reis in 1642 de gedachte gaf om Beach te zoeken in een locatie ten zuiden van de Solomon eilanden, ergens tussen Statenland en Kaap Hoorn en de Kaap de Goede Hoop. Dat het land dat Beach genoemd werd daadwerkelijk bestond, was al bekend van kaarten van Dirk Hartogs landing in oktober 1616 aan de westkust, toen hij het Eendrachtsland noemde naar de naam van zijn schip. Frederik de Houtman schreef op 7 oktober 1619 aan de bewindhebbers van de Vereenigde Oost-Indische Compagnie dat hij op 8 juni met zijn schepen de Dordrecht en Amsterdam op 32 graden en 20 minuten de kust van Zuytland Beach in het zicht kreeg. Hij geeft dus in feite aan dat hij geen nieuw land ontdekt heeft, want hij wist er de naam van te geven. 
Na de Nederlandse ontdekkingen kreeg Beach snel andere namen. Een deel heette al Eendrachtsland, dat soms 't Land van de Eendracht genoemd werd en later d'Eendrachtsland. Andere benamingen waren Nieuw-Nederland, Nova Hollandia, Nieuw-Holland, Terra Australis en Zuytland.